# Waggeryd Cell
Waggeryd Cell AB är en pappersmassafabrik som ligger i Götafors industriområde omedelbart söder om tätorten Vaggeryd.
Waggeryd Cell producerar blekt kemisk-termomekanisk pappersmassa (BCTMP) och ingår i ATA Timber-koncernen. 
Fabriken producerade 2016/17 ungefär 175 000 årston, till övervägande del för export.

## Historik
Munksjö AB sålde 1987 sin 1903 byggda och 1983 nedlagda sulfatmassafabrik i Götafors till ATA Timbers ägare.  Götafors massabruk sysselsatte 1930 omkring 200 anställda.
ATA Timber byggde om fabriken och satte in en ny produktionslinje i befintlig byggnad för en kemisk-termomekanisk process. Som råvara användes gran- och tallflis från de egna sågverken. Produktionen startade 1989 och bruket hade till en början en årskapacitet på 60.000 ton. Kapaciteten höjdes stegvis från sekelskiftet 1900/2000 till drygt 175.000 årston. Med en produktion om 3500 ton per anställd är Waggeryd Cell en av världens mest effektiva massaindustrier. 